# Folkfuck folie
Folkfuck folie è il secondo album della band francese Peste Noire pubblicato il 18 giugno 2007.

## Tracce
1. L'envol du grabataire (Ode à famine) – 3:42
2. Chute pour une culbute – 3:36
3. La fin del secle – 4:51
4. D'un vilain – 2:46
5. Condamné à la pondaison (Légende funèbre) – 7:18
6. La césarienne – 3:22
7. Maleiçon – 6:10
8. Amour ne m'amoit ne je li – 3:04
9. Psaume IV – 2:57
10. Extrait radiophonique d'Antonin Artaud – 0:57
11. Folkfuck folie – 4:38
12. Paysage mauvais – 5:01

## Formazione
- Famine - voce, chitarra
- Audrey S. - voce aggiunta (traccia 8)
- Winterhalter - batteria
- Indria - basso
- Neige - organo, voce, chitarra, chitarra acustica (traccia 8)